# مری آن (۱۷۷۲)
مری آن (۱۷۷۲) (به انگلیسی: Mary Ann (1772)) یک کشتی است. این کشتی در سال ۱۷۷۲ ساخته شد.